# Смит, Эдвард Джон
Эдвард Джон Смит (англ. Edward John Smith, 27 января 1850, Хэнли, Сток-он-Трент, Стаффордшир, Англия, Британская империя — 15 апреля 1912, «Титаник», Северная Атлантика) — английский морской офицер, многолетний капитан пароходной компании «Уайт Стар Лайн». Первый капитан лайнера «Олимпик». Первый и единственный капитан лайнера «Титаник». Погиб вместе с судном.

## Биография
Эдвард Джон Смит родился 27 января 1850 года в городке Хэнли (Сток-он-Трент, Стаффордшир). Отец — Эдвард Смит (1804—1864), гончар, мать — Кэтрин Хэнкок (урождённая Марш, 1808—1893). Бросив школу в 12 лет, в возрасте тринадцати лет мальчик отправился в Ливерпуль, чтобы начать морскую карьеру. Он пошёл по пути своего старшего сводного брата Джозефа Хэнкока. Морская карьера Эдварда началась в пароходной компании A. Gibson & Co. 
В 1867 году он нанялся юнгой в состав судна «Сенатор Вебер» (англ. Senator Weber). Первым кораблём, которым командовал Смит, стал 1000-тонный грузовик «Лиззи Феннелл» (Lizzie Fennell). 
С 1880 года Смит начал работать на пассажирских судах, устроившись на работу в компанию «White Star Line» четвёртым помощником капитана на «Критике».
Во вторник 12 июля 1887 года он женился на Саре Элеоноре Пеннингтон (17 июня 1861 — 28 апреля 1931). В субботу 2 апреля 1898 года в Ватерлоо в Ливерпуле у них родилась дочь Хелен Мелвилл Смит (2 апреля 1898 — август 1973). На 1912 год семья Смит жила во внушительном красно-кирпичном доме «Вуд-хид» на Винн-Роуд в пригороде Саутгемптона Хайфилд.
В 1903 году награждён королём Эдуардом VII Транспортной медалью за заслуги.
Эдвард Джон Смит проходил службу в резерве КВМС Великобритании, дослужившись в 1905 году до звания коммандера. Отмечен также медалью офицерам резерва КВМС.

### Карьера капитана
В апреле 1888 года Смит стал капитаном трансатлантического лайнера «Балтик» (постройки 1871 года) компании «Уайт Стар Лайн». Смит командовал 17-ю пароходами компании, в том числе «Адриатиком», «Маджестиком», «Коптиком». Он был самым высокооплачиваемым капитаном британского пассажирского флота (1250 фунтов в год).
Несмотря на то, что он пользовался большим уважением, на судах под его командованием часто происходили инциденты. Так в 1889 году «Репаблик» под его командованием сел на мель, участь «Репаблика» в 1890 году разделил «Коптик», сев на мель в порту Рио-де-Жанейро, в 1904 году произошёл пожар на пароходе «Маджестик», в 1906 году в порту Ливерпуля сгорел «Балтик», в 1909-м сел на мель «Адриатик». 
В 1911 году произошло столкновение «Олимпика», которым Смит командовал с первого рейса, и британского военного крейсера «Хоук».
Однако, несмотря на подобный послужной список, Смит пользовался высокой популярностью среди членов экипажа и пассажиров. Благодаря этому, а также, не в последнюю очередь, в силу богатого опыта, ему было поручено командовать пассажирским лайнером «Титаник» в его первом плавании, после чего капитан должен был уйти на пенсию.

### «Титаник»
Коммодор компании «Уайт Стар Лайн» Эдвард Смит принял командование «Титаником» у временного капитана Герберта Хэддока 1 апреля 1912 года.
10 апреля 1912 года Смит, одетый в шляпу-котелок и длинное пальто, сел у своего дома в такси и отправился в Саутгемптонский порт. Около 7:30 часов утра он поднялся на борт «Титаника», а в 12 часов лайнер отчалил от пристани, при этом едва не столкнувшись с американским лайнером «Нью-Йорк», который сорвало со швартовов присасывающей силой. 14 апреля в 10:30 Смит как капитан провёл на корабле религиозную церемонию по англиканскому обряду. В 13:42 им было получено по радио первое ледовое предупреждение с борта «Балтика», которое Смит показал директору компании Брюсу Исмею, и передал на мостик только к 8 часам вечера. Капитан выполнял на судне и представительские функции, например, проводя трапезы с пассажирами 1 класса. После ужина в 20:55 он поднялся на мостик, отметил местоположение судна на карте, посмотрел погоду (термометр довольно быстро падал) и в 21:20 ушёл к себе, приказав вызвать его на мостик при малейшем ухудшении видимости. В 23:39 вперёдсмотрящий заметил айсберг и подал сигнал тревоги. В 23:40 «Титаник» наткнулся на айсберг и два часа спустя корабль пошёл ко дну.
На момент столкновения капитана не было на мостике, однако ставить это ему в вину нельзя — вахту всё время несли по двое его помощников, опытных офицеров: Лайтоллер и потом Мёрдок, которые не вызывали капитана, потому что погода была совершенно ясной. Сразу после столкновения он прибыл на мостик и велел закрыть водонепроницаемые переборки, что Мёрдок к тому моменту уже успел сделать. Смит вызвал на мостик главного конструктора Эндрюса и организовал осмотр повреждений судна, спустившись вместе с Эндрюсом по служебным трапам в носовую часть. В 23:57 Смит с Эндрюсом снова на мостике, конструктор определяет, что «Титаник» затонет менее, чем через два часа. В 0:10 Смит лично приказал радистам Филлипсу и Брайду приготовиться к передаче сигналов бедствия и в 0:14, получив точные координаты, также лично отдал приказ. 
Известно, что около 0:10 Смит руководил спуском на воду шлюпки № 8 левого борта, сам стоял на лебёдке. В 2:10 он явился в радиорубку и освободил радистов от их обязанностей, просив «теперь позаботиться о себе». 
Доподлинно неизвестно, как именно погиб в ту ночь капитан Смит. Однако Роберт Баллард в своей книге «The Discovery of the Titanic» высказал предположение, что в 2:10 ночи, всего за 10 минут до полного погружения корабля под воду, Смит вернулся на капитанский мостик, где и встретил смерть. Аналогично, стюард Эдвард Браун последний раз видел капитана Смита, когда тот ушёл на мостик, всё ещё держа в руках мегафон, однако спустя некоторое время на мостик зашёл фонарщик Самюэль Хемминг, но капитана он там не видел. Гарольд Брайд утверждал, что видел, как Смит выбрался с мостика в воду за минуту до погружения.
Кудишин пишет, что в 2:15, когда «Титаник» резко подался вглубь, Смит был смыт за борт нахлынувшей волной вместе с оркестром и многими пассажирами.
Уже после того, как «Титаник» затонул, кочегар Гэрри Синиор видел в воде человека, похожего на Смита, с ребёнком на руках, которого он якобы передал на перевёрнутую шлюпку стюарду Мэйнарду. Другой кочегар Уолтер Хёрст, который спасся на складной шлюпке, до конца своих дней считал, что человек, который плавал возле шлюпки, был капитаном Смитом, но поскольку шлюпка была перевёрнута и на ней собралось уже 30 человек, он не делал попыток туда забраться, или ему не дали туда забраться. А когда Хёрст всё же протянул ему весло, то тот был уже мёртв. Тело Эдварда Джона Смита в ходе поисковой операции так и не было найдено.

## Семья
После катастрофы Сара Смит ещё какое-то время прожила в Саутгемптоне, но затем переехала в Лондон, где 28 апреля 1931 года трагически погибла возле своего дома — её сбило такси.
Их дочь Хелен, по неподтверждённым сведениям, вышла замуж за капитана Джона Гилберстона из Ливерпуля, который в то время был самым молодым капитаном в британском Торговом флоте. Он скончался от чёрной водной лихорадки по пути домой из Индии на борту своего первого судна «Моразан» компании «Бибби-Лайн». Затем Хелен, что уже достоверно известно, в 1922 году вышла замуж за Сиднея Рассела-Кука (12 декабря 1892 — 30 июля 1930) в церкви св. Марка в Мейфэре, и 18 июня 1923 года у них родились двойняшки — Саймон (который не успел жениться и был убит в бою во Второй мировой войне 23 марта 1944 года) и Присцилла (которая в 1946 году вышла замуж за адвоката Джона Константина Фиппса и умерла от полиомиелита в Шотландии 7 октября 1947 года). За год до гибели Сары Смит Рассел-Кук погиб от несчастного случая на охоте. Несмотря на печальную славу в связи с её отцом, Хелен Мелвилл Смит вела активную жизнь, любила водить спортивные автомобили и даже стала пилотом. Зимой в конце 1957 года она приехала на съёмочную площадку фильма „Гибель «Титаника»“, где отметила поразительную схожесть Лоуренса Нейсмита, исполнителя роли капитана Смита, с её отцом. С 1934 года Хелен жила в Личфилде (Западный Оксфорд), где умерла в августе 1973 года и была похоронена рядом с матерью и мужем.

## В кинематографе
- 1943: Титаник — Отто Вернике
- 1953: Титаник — Брайан Ахерн

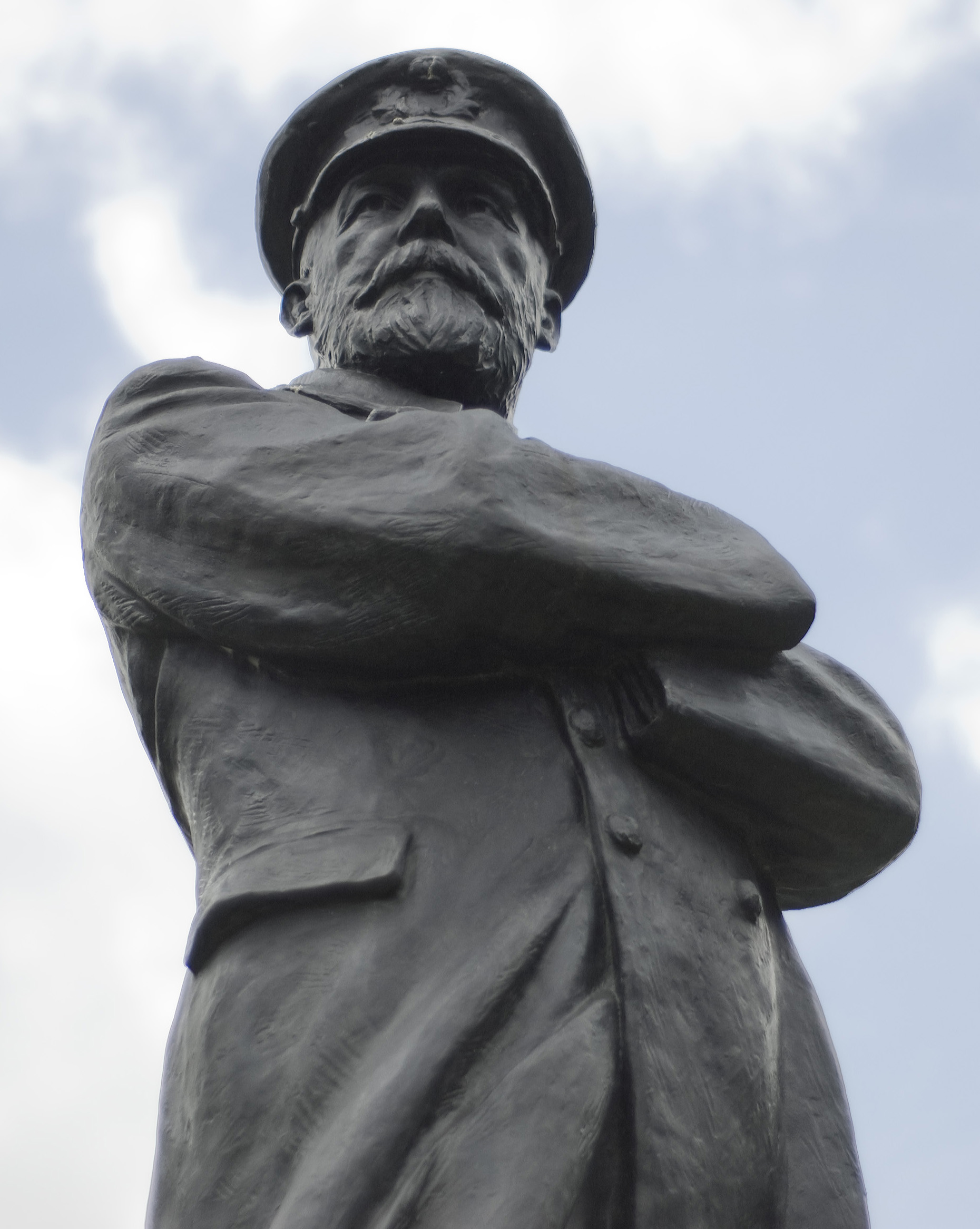
Статуя капитана Смита, установленная в Личфилде, Великобритания

- 1958: Гибель «Титаника» — Лоуренс Нейсмит
- 1979: Спасите «Титаник» — Гарри Эндрюс
- 1996: Титаник — Джордж Скотт
- 1997: Титаник — Джон Каннингхэм
- 1997: Титаник — Бернард Хилл
- 2001: Титаник: легенда продолжается — Кеннет Белтон (озвучивание)
- 2003: Призраки бездны: Титаник — Джон Донован
- 2005: Титаник: рождение легенды — Алан Ротуэлл
- 2008: Кто потопил «Титаник»? — Малкольм Тирни
- 2012: Титаник — Дэвид Колдер
- 2012: «Титаник»: Кровь и сталь — Майкл Кокрейн